# Författningsutredningen
Författningsutredningen var en svensk statlig utredning under ledning av Rickard Sandler (S), som tillsattes 1954 för att utreda en ny regeringsform. Utredningen var i sitt slutbetänkande oenig om kammarsystem och valsystem, samt kritiserades för sina förslag om kungens roll. En ny utredning, Grundlagberedningen, tillsattes 1966.

## Ledamöter
- Rickard Sandler, ordförande (S)
- Emil Ahlkvist (S)
- Sten Wahlund (C)
- Olle Dahlén (FP)
- Harald Hallén (S)
- Elis Håstad, till 1959 (H)
- Ossian Sehlstedt (S)
- Lennart Hartmann, till 1957 (FP)
- Per Wrigstad, från 1957 (FP)
- Henrik Munktell, 1959-1962 (H)

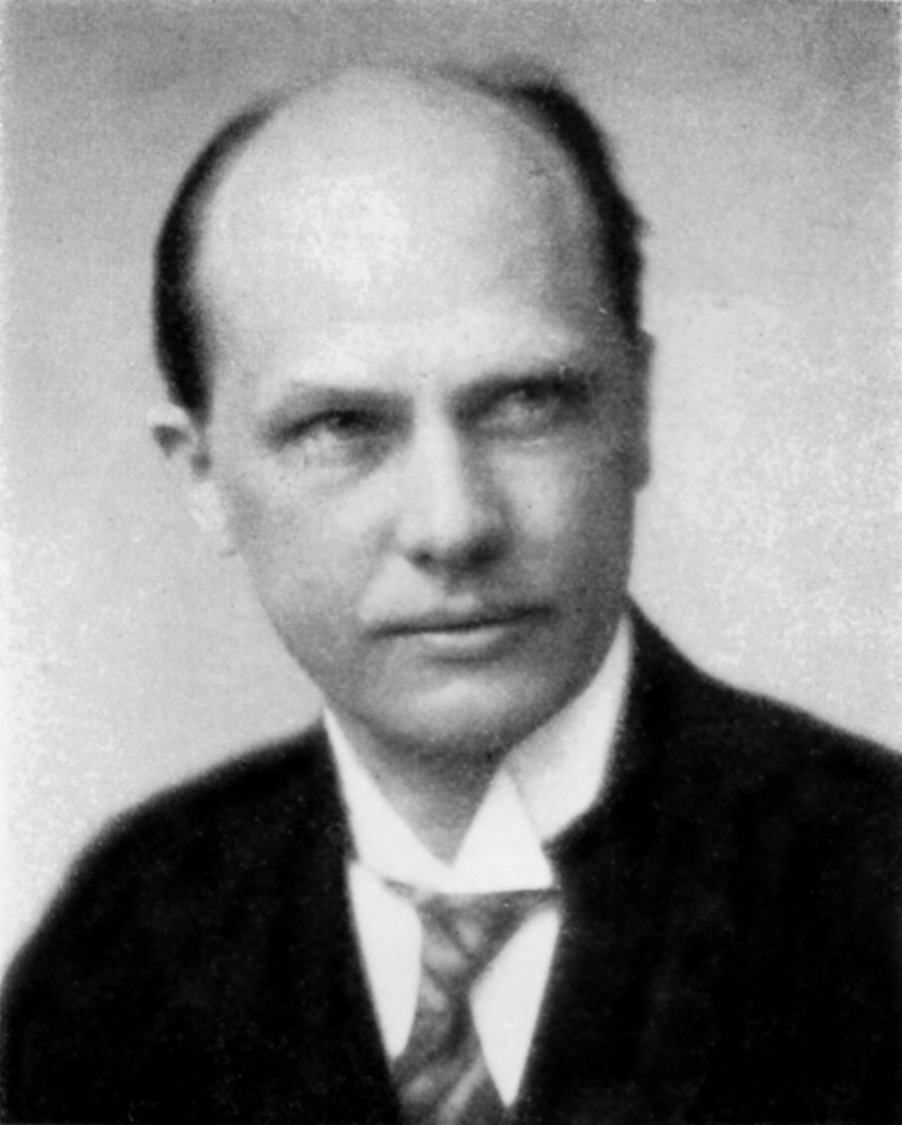
Utredningens ordförande Rickard Sandler.

- Jörgen Westerståhl, sekreterare, ledamot från 1958

## Betänkanden
- I. Kandidatnominering vid andrakammarval (SOU 1958:6)
- II. Regeringsarbetet (SOU 1958:14)
- III. Majoritetsval (SOU 1958:29)
- IV. Opinionsbildning vid folkomröstningen 1957 (SOU 1959:10)
- V. Organisationer. Beslutsteknik. Valsystem (SOU 1961:21)
- VI. Sveriges statsskick (SOU 1963:16-19)